# Pasté
Pasté es una localidad del estado mexicano de Chiapas. Es parte del municipio de Zinacantán.

## Demografía
| Gráfica de evolución demográfica |
|                                  |

| Censo | Población |
| ----- | --------- |
| 1930  | 73        |
| 1940  | 273       |
| 1950  | 607       |
| 1960  | 1 225     |
| 1970  | 1 300     |
| 1980  | 1 731     |
| 1990  | 2 507     |
| 2000  | 3 432     |
| 2010  | 3 771     |
| 2020  | 5 256     |